# Carl Englén
Carl Englén, född 14 juli 1972 i Göteborg, är en svensk tv-producent, manusförfattare och regissör.

## Biografi
Englén har skrivit och regisserat TV-serierna om Häxan Surtant, den första säsongen av Supersnälla Silversara och Stålhenrik samt deras julkalender Superhjältejul från 2009. Englén producerade även den första säsongen av Humorlabbet från 2001.
Englén är medlem i humorgruppen Klungan och har sporadiskt medverkat i radioprogrammet Mammas nya kille med bland andra Trubaduren och Kära Mor. Englén har gjort karaktären "Sonny Contrera - den odödlige...".
Har även medverkat i TV-serien Ingen bor i skogen (2010) och musikalfilmen Krakel Spektakel.